# Tony McNamara

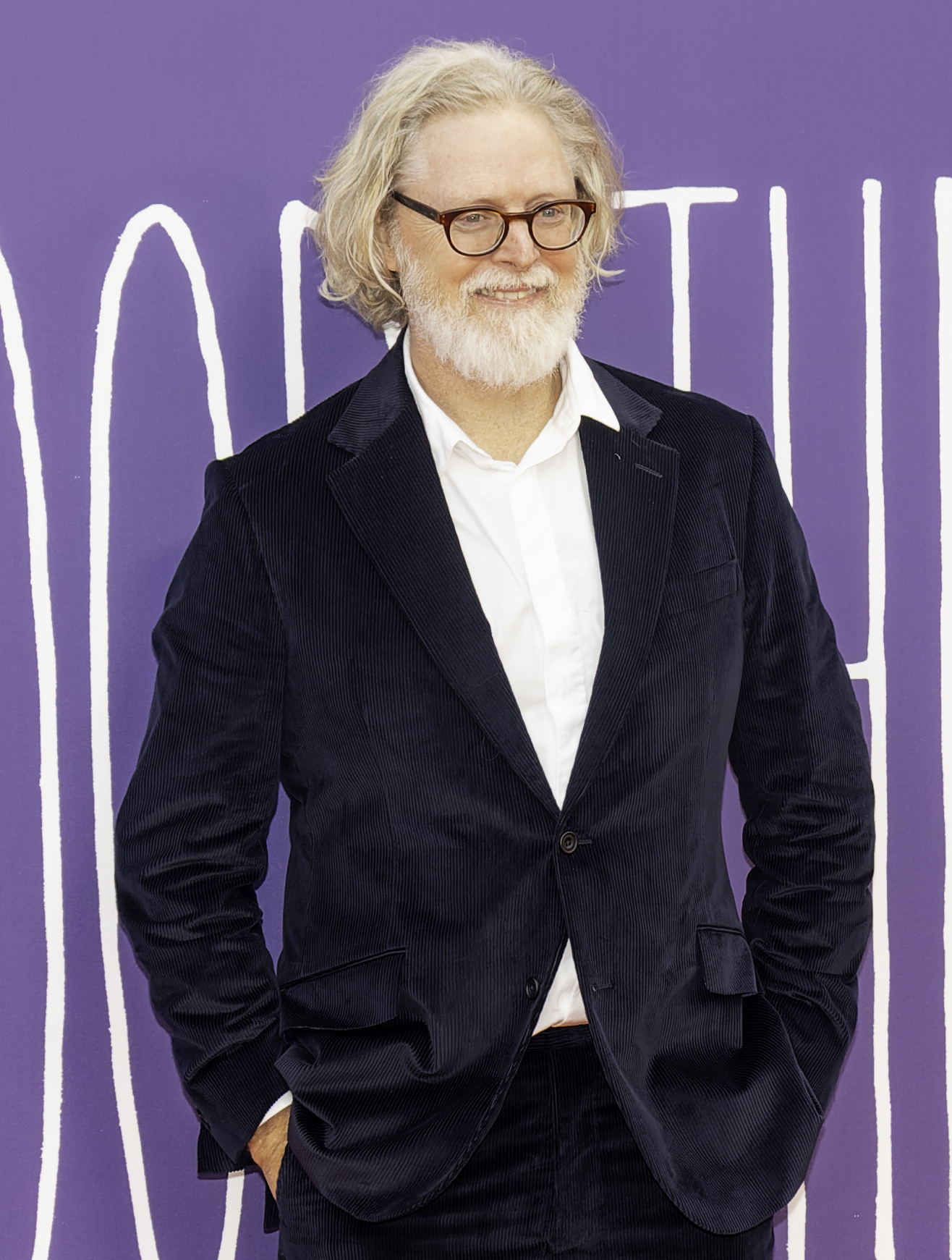
Tony McNamara (2023)

Tony McNamara (* 1967 in Kilmore, Victoria) ist ein australischer Drehbuchautor und Filmregisseur.

## Leben und Karriere
McNamara war Schüler am Assumption College und studierte nach einer kurzen Tätigkeit im Bereich der Finanzmärkte in Sydney und London und anderen Jobs an der RMIT University im Bereich Schreiben. Er ging dann an die Australian Film Television and Radio School, um dort Drehbuchschreiben zu studieren. Seit den frühen 1990er Jahren ist er als Drehbuchautor vor allem für das Fernsehen tätig. Er entwickelte die Serien The Heart Guy (2016–2021) und The Great (2020–2023).
2003 gab McNamara mit Placid Lake – Der ganz normale Wahnsinn sein Regiedebüt, dem 2015 mit Ashby ein zweiter Spielfilm folgte.
Bei der Oscarverleihung 2020 war McNamara gemeinsam mit Deborah Davis für das beste Originaldrehbuch nominiert. Gemeinsam hatten sie für Giorgos Lanthimos’ schwarzhumorigen Historienfilm The Favourite – Intrigen und Irrsinn mit Olivia Colman, Rachel Weisz und Emma Stone die Grundlage geschaffen. Der Film brachte den beiden weitere Auszeichnungen und Nominierungen ein, so bei dem British Academy Film Awards 2019 den Preis für das beste Originaldrehbuch und in derselben Kategorie die Auszeichnung bei den British Independent Film Awards 2018.
Nach dem Erfolg von The Favourite schuf McNamara die Drehbücher zur preisgekrönten Fernsehserie The Great, in der Elle Fanning und Nicholas Hoult das russisch Zaren-Ehepaar Katharina die Große und Peter III. gaben. Danach verfasste er mit Cruella und Poor Things die Drehbücher zu zwei Filmen, in denen erneut Emma Stone die Hauptrollen übernahm. Für Poor Things wurde McNamara 2024 erneut für den Oscar nominiert.
Im Sommer 2024 wurde McNamara Mitglied der Academy of Motion Picture Arts and Sciences.

## Filmografie (Auswahl)
- 2003: Placid Lake – Der ganz normale Wahnsinn (The Rage in Placid Lake, auch Regie)
- 2015: Ashby (auch Regie)
- 2016–2021: The Heart Guy (Fernsehserie, Schöpfer, Drehbuch in 15 Episoden)
- 2019: The Favourite – Intrigen und Irrsinn (The Favourite)
- 2020–2023:  The Great (Fernsehserie, Schöpfer, Drehbuch in 30 Episoden)
- 2021: Cruella
- 2023: Poor Things